# 四碘合汞(II)酸铜(I)
四碘合汞(II)酸铜(I)（化学式：Cu2[HgI4]），也称四碘合汞酸铜、碘化汞亚铜，为红色固体，有毒。

## 制备
四碘合汞(II)酸铜(I)可由下法制备：
2 CuSO4 + K2[HgI4] + SO2 + 2 H2O → Cu2[HgI4] + K2SO4 + 2 H2SO4

## 物理性质
四碘合汞(II)酸铜(I)是红色固体，在71℃由红色可逆地变为黑紫色。（有资料描述的是在70℃由鲜红色转变为深棕色。）

## 用途
四碘合汞(II)酸铜(I)可以用作示温涂料。